# Supraphon

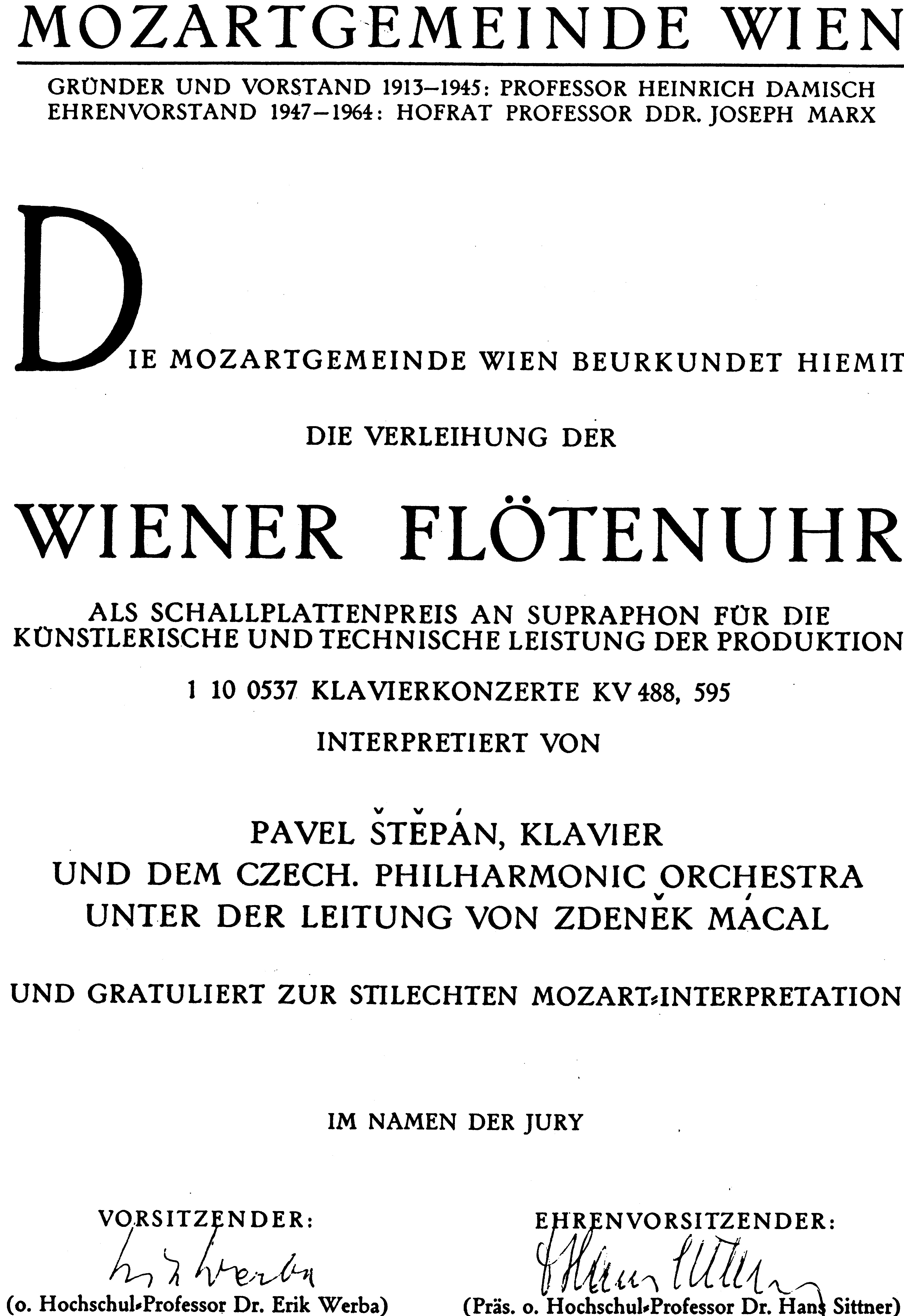
Wiener Flötenuhr 1971

Supraphon ist das größte tschechische Schallplattenlabel, bekannt durch die Zusammenarbeit mit zahlreichen bedeutenden tschechischen und ausländischen Künstlern. Das Label wurde 1932 eingetragen. In seinem Archiv werden heute über 100.000 Tonaufnahmen aufbewahrt. Supraphon ist laut eigenen Angaben das einzige Label im ehemaligen Ostblock, das die politische und wirtschaftliche Umgestaltung überstanden hat. Es firmiert als Aktiengesellschaft. Bis Anfang der 1990er Jahre vertrieb Supraphon seine Produktionen auch in eigenen Filialen.
Im Januar 2025 wurde das Label von Sony Music Entertainment übernommen.

## Einflüsse auf die Populärkultur
Die Solinger Band Suzan Köcher’s Suprafon bezieht sich mit ihrem Namen auf das Schallplattenlabel.